# Paul Legentilhomme
Paul Legentilhomme, né le 26 mars 1884 à Valognes et mort le 23 mai 1975 à Nice, est un général d’armée, compagnon de la Libération, grand-croix de la Légion d'honneur et médaillé militaire.
Il est une grande figure de la France libre durant la Seconde Guerre mondiale.

## Biographie

### Formation
Né le 26 mars 1884 à Valognes, dans la Manche, Paul Legentilhomme entre en 1905 à l'École spéciale militaire de Saint-Cyr (promotion « la Dernière du vieux Bahut »).

### Premières affectations
Sorti de Saint-Cyr l'École en 1907, il choisit l'infanterie coloniale. Promu lieutenant en 1909, il est affecté successivement au 3e régiment de tirailleurs tonkinois, au 10e et au 2e régiment d’infanterie coloniale (RIC) au Tonkin. En 1912, il est affecté au 23e RIC, en France.

### Première Guerre mondiale
Pendant la Première Guerre mondiale, il prend part au combat de Neufchâteau en Belgique et est fait prisonnier le 22 août 1914. Il demeure interné jusqu'à la fin des hostilités.

### Entre-deux-guerres
En 1919, il entre à l’École supérieure de guerre, avant de servir au Tonkin à l’état-major du général commandant supérieur des troupes en Indochine puis de rejoindre le 23e RIC en France. Élevé au grade de chef de bataillon en 1924, il est affecté à Madagascar comme chef d’état-major du général commandant en chef (1926-1928) avant de retrouver, encore une fois, le 23e RIC en mars 1928.
Promu lieutenant-colonel en 1929, il est chef d'état-major de la 3e DIC. Affecté ensuite en Indochine (1931-1934), il est nommé commandant du 4e régiment de tirailleurs sénégalais en 1934 et commandant en second de Saint-Cyr en 1937, avant d'être détaché au Centre des hautes études militaires en 1938 et promu général de brigade.

### Seconde Guerre mondiale
Commandant supérieur des troupes françaises en Côte Française des Somalis en 1939, le général Legentilhomme est à Djibouti quand, le 18 juin 1940, dans son « Ordre Général no 4 », il dénonce l’armistice demandé par Pétain le 17 juin et annonce son intention de continuer la guerre aux côtés de l’Empire britannique. Toutefois, isolé, il quitte la Côte des Somalis le 2 août 1940 pour rallier le général de Gaulle et rejoindre l’Angleterre, ce qui lui vaut d'être déchu de la nationalité française par décret du gouvernement de Vichy. Le 31 octobre, il arrive en Angleterre.
Promu général de division en 1941, il commande les Forces françaises libres au Soudan et en Érythrée sous le commandement du général Archibald Wavell. Il s’attache ensuite à la création de la 1re division légère française libre (1re DLFL) qui combat au Levant sous son commandement. À cette occasion il est blessé au bras lors d’un bombardement par l’aviation de Vichy. Il est ensuite nommé commissaire national à la Guerre du Comité national français le 24 septembre 1941, cependant que la cour martiale de Gannat le condamne à mort par contumace.
Au début du mois de novembre 1941, il rejoint Londres, où il est fait compagnon de la Libération par le général de Gaulle le 9 septembre 1942. Après l'opération Ironclad, il est nommé Haut-commissaire pour les possessions françaises en océan Indien et gouverneur général de Madagascar, du 7 janvier au 3 mai 1943. Il est remplacé ensuite dans cette fonction par Pierre de Saint-Mart.
Promu général de corps d’armée en mars 1943, il est nommé commissaire adjoint le 5 août à la Défense nationale du Comité français de libération nationale (CFLN) à Alger puis, en octobre, commissaire à la Défense nationale. Commandant de la 3e région militaire en 1944, il a son quartier général à l'hôtel de Crosne à Rouen.

### Après-guerre
Il succède en juillet 1945 au général Pierre Kœnig comme gouverneur militaire de Paris et commandant de la 1re région militaire.
En 1947, il devient général d'armée. Conseiller militaire du ministre de la France d’Outre-mer en 1950 (poste occupé par François Mitterrand cette même année, dans le gouvernement de René Pleven), il devient en 1952 conseiller technique de François Mitterrand de retour au gouvernement en tant que ministre d’État à l'initiative d'Edgar Faure, président du Conseil. Par ailleurs, il est membre de l’Assemblée de l’Union française sous l’étiquette UDSR de 1952 à 1958.
Le général Paul Legentilhomme meurt le 23 mai 1975 à Nice, à l'âge de à 91 ans. Il est inhumé à Villefranche-sur-Mer.

## Grades
- 1907 : sous-lieutenant
- 1909 : promu lieutenant
- 1918 : promu capitaine
- 1924 : promu commandant
- 1929 : promu lieutenant-colonel
- 1934 : promu colonel
- 1938 : promu général de brigade
- 1941 : promu général de division
- 1943 : promu général de corps d'armée
- 1947 : promu général d'armée

## Décorations

### Françaises
- Grand-croix de la Légion d'honneur (17 mars 1951)
- Médaille militaire (17 juin 1960)
- Compagnon de la Libération par décret du 18 novembre 1945 (à compter du 2 septembre 1942)
- Croix de guerre 1914–1918
- Croix de guerre 1939–1945

### Américaines et britanniques
- Ordre du Bain (Commandeur) (GB)
- Commandeur en chef de la Légion du Mérite (USA)

### Autres décorations
- Grand croix de l'Ordre du Nichan el Anouar
- Modèle:Déco Grand-croix de l'ordre Royal du Cambodge
- Grand officier de l'Ordre de l'Étoile noire
- Grand officier de l'Ordre du Lion blanc (Tchécoslovaquie)
- Grand officier de l'ordre national de la Croix du Sud (Brésil)
- Grand officier de l'ordre de la Couronne (Belgique)
- Croix de guerre (Belgique)
- Commandeur de l'ordre militaire de Virtuti Militari (Pologne)
- Commandeur de ordre de l'Étoile d'Anjouan
- Chevalier de l'Ordre du Dragon d'Annam